# Mamak
Mamak là một huyện thuộc tỉnh Ankara, Thổ Nhĩ Kỳ. Huyện có diện tích 478 km² và dân số thời điểm năm 2007 là 503663 người, mật độ 1054 người/km².